# Puccinellia multiflora
Puccinellia multiflora är en gräsart som beskrevs av L.Liou. Puccinellia multiflora ingår i släktet saltgrässläktet, och familjen gräs. Inga underarter finns listade i Catalogue of Life.